# Кающийся Иероним (картина Понтормо)

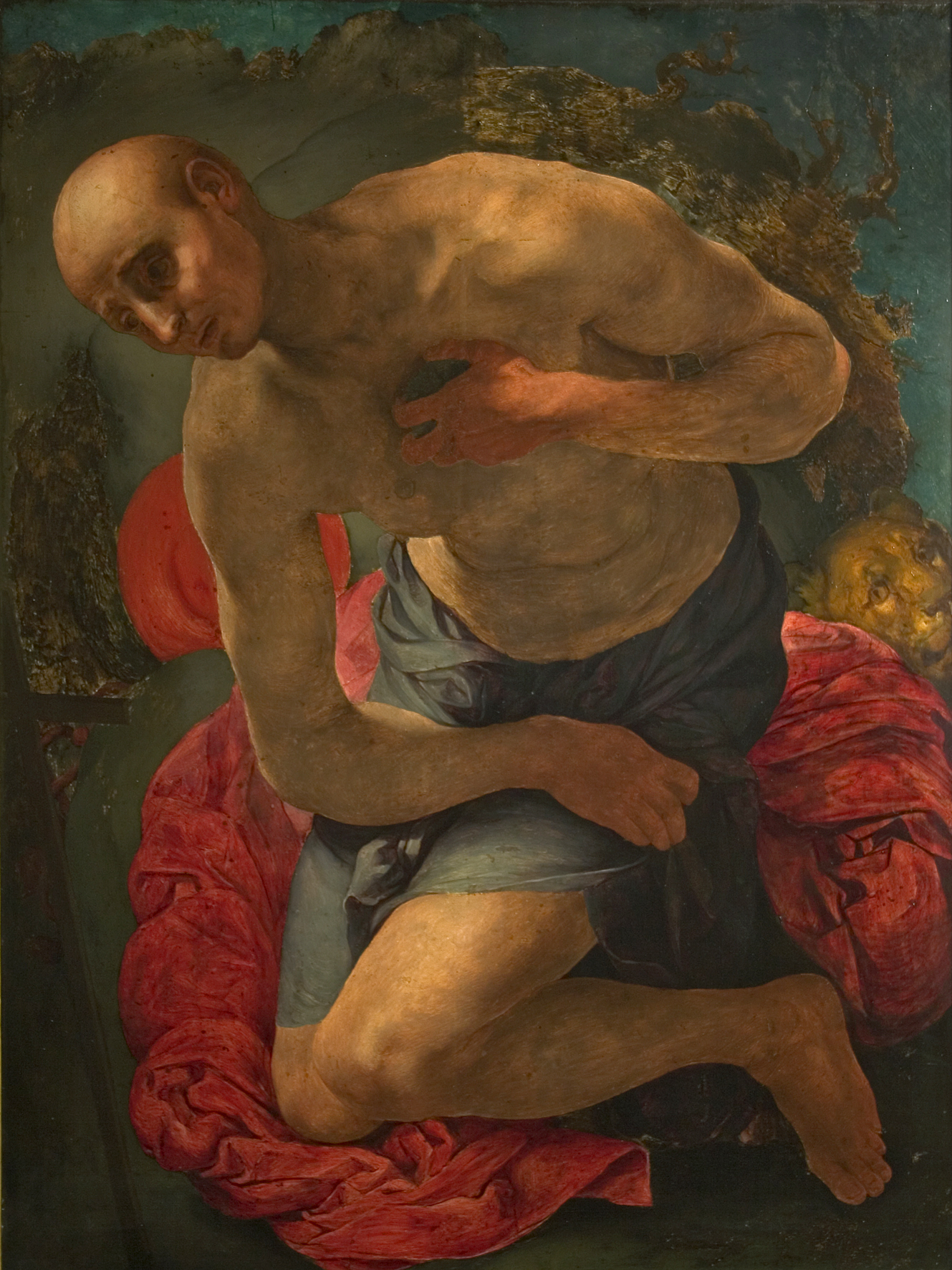

Кающийся Иероним — картина флорентийского художника Якопо Понтормо, написанная приблизительно в 1527-1528 гг. Хранится в Музее земли Нижняя Саксония (Ганновер).
Найденную в послевоенное время картину не могли ни датировать, ни назвать точного автора. Только после анализа и сопоставления работ смогли назвать автора, но точную датировку установить так и не смогли. Картина находится в плохом состоянии.  Если проследить за ходом контура тела, резко направленным на фоне, то можно заметить ритмический размах линий, в котором описываются выделяющиеся мышцы, и, тем не менее, раскрывается почти декоративная жизнь за спиной святого. То же самое можно наблюдать и в оформлении капеллы Каппони во флорентийской церкви Санта-Фелицита (ок. 1525-28) — вероятно, картина создавалась в те же годы. Однако более тесные стилистические параллели отмечаются с произведениями Понтормо 1529/30 годов: «Мадонна с младенцем и Иоанном» из Уффици, и «Мученичество десяти тысяч» из Палатинской галереи.